# سانتا ماریا زانیزا
سانتا ماریا زانیزا (به اسپانیایی: Santa María Zaniza) یک منطقهٔ مسکونی در مکزیک است که در اوآخاکا واقع شده‌است.